# MK II
MK II is het derde album van Masterplan, uitgebracht in 2007 door AFM Records. De titel van het album is gekozen omwille van de nieuwe bezetting die een nieuwe start voor de band betekende.

## Track listing
1. Phoenix Rising - 1:17
2. Warrior's Cry - 5:21
3. Lost and Gone - 2:59
4. Keeps Me Burning - 4:01
5. Take Me Over - 5:42
6. I'm Gonna Win - 3:53
7. Watching The World - 4:31
8. Call The Gypsy - 3:08
9. Trust In You - 4:46
10. Masterplan - 5:03
11. Enemy - 4:37
12. Heart Of Darkness - 6:59